# Magla
Magla je meteorološka pojava u prizemnom sloju troposfere, prizemni oblak vodenih kapljica ili ledenih kristala koji su toliko sitni i lagani da uspijevaju lebdjeti u zraku. Magla je koloidna disperzija sitnih kapljica vode u zraku koja je tako gusta da je vodoravna vidljivost uza Zemljinu površinu smanjena na manje od 1 kilometar. Kada je vidljivost veća od 1 kilometar, radi se o sumaglici. Lebde li mjesto kapljica sitni kristali leda, magla je ledena. Magla katkada bjelkastom koprenom prekriva krajolik; kada je pomiješana s prašinom ili dimom lagano je obojena, pretežito žućkasta, osobito u gradovima i industrijskim područjima. Vrlo onečišćena magla naziva se smog (od engl. smoke: dim + fog: magla). Kristali u ledenoj magli često blistaju na sunčevoj svjetlosti, pa se mogu opažati različite optičke pojave (svjetleći stupovi, mali halo i drugo). Magla nastaje kondenzacijom (vodena magla) ili depozicijom (ledena magla) vodene pare u prizemnome zraku kada se zrak ohladi ispod temperature rosišta. Struji li zrak zasićen vodenom parom iznad hladnije podloge, nastaje advektivna magla, a hladi li se zračenjem, radijacijska magla. Magla može nastati dizanjem zraka uz obronak ili pak miješanjem hladnog i toploga zraka, a na moru, prije svega u višim zemljopisnim širinama, isparavanjem s tople površine mora u hladniji zrak (arktička magla). Stvaranju magle općenito pogoduje tišina ili vrlo slab vjetar uz inverziju temperature. Magla je čimbenik opasnosti u pomorskom, zračnom i kopnenom prometu, a u poljoprivredi zaštita kultura od prevelikog ohlađivanja. Vidljivost u atmosferi može biti smanjena i velikom količinom mikroskopski sitnih, čvrstih čestica; ta se pojava naziva suha mutnoća.

## Općenito
Pri temperaturama iznad ledišta magla se zadržava samo uz visoku relativnu vlagu zraka. Izgled joj je bjeličast, a u blizini industrijskih zona može poprimiti žućkasto-sivu boju radi primjesa dima i prašine. U stvari, magla je oblak koji se nalazi pri tlu.
Prema jačini magla se može podijeliti na:
- slabu, s vodoravnom vidljivošću manjom od 1 kilometar,
- umjerenu, s vodoravnom vidljivošću manjom od 500 metara i
- jaku, s vodoravnom vidljivošću manjom od 50 metara.

### Sumaglica
Sumaglica se kao i magla sastoji od sitnih kapljica vode koje lebde u zraku. Za razliku od magle one su rjeđe i manje, a vodoravna vidljivost tijekom sumaglice veća je od 1 kilometar. Zrak se u sumaglici ne osjeća toliko vlažnim kao u magli.

### Postanak magle
Magla se stvara kondenzacijom vodene pare u zraku. Kondenzacija započinje kod relativne vlage znatno manje od 100% te se stvara sumaglica. Daljnjim povećanjem vlage kondenzacija se ubrzava, postojeće kapljice se povećavaju i sumaglica postepeno prelazi u maglu. Relativna vlaga u zraku za vrijeme magle je između 80% i 100%. I pri temperaturama nižim od točke ledišta magla se još uvijek sastoji od kapljica podhlađene vode. Tek pri temperaturama oko -30° C u magli se nalazi određena količina ledenih kristala.
I vjetar utječe na njeno stvaranje. Kod vremena bez strujanja zraka magla se ne može stvarati. Za maglu  koja nastaje padom temperature tijekom noći najpovoljniji je slab vjetar, a za uzlaznu maglu potreban je umjeren vjetar koji puše iz određenog smjera. Jak vjetar rastjerava maglu ili je diže u nisku naoblaku stvarajući niski oblak stratus.

### Stabilnost magle
Stabilnost magle ovisi o svojstvima vodenih kapljica, njihovoj veličini i električnom naboju. Stabilna i suha magla ima kapljice približno jednake veličine istog električnog naboja. Magla postaje nestabilna ako su kapljice nejednake veličine, one manje tada isparuju te se para ponovno kondenzira na većima. Kapljice s različitim električkim nabojem se privlače i također spajaju. Nestabilnost magle uzrokuje slabljenje njene jakosti (intenziteta) i nestajanje.
U područjima pokrivenim snijegom magla je rijetka jer se voda iz njenih kapljica isparava a para se ponovno kondenzira na snježnoj površini. Maglu sastavljenu od ledenih kristala snježni pokrivač ne razbija. U određenim uvjetima kapljice vode iz magle se spajaju i zatim i talože se na izloženim predmetima stvarajući na njima vlagu. Takve kapljice mogu često kao oborina padaju na tlo (rosulja).

## Magla i sumaglica
Kao rezultat kondenzacije ili sublimacije vodene pare u blizini Zemljine površine nastaje magla i sumaglica. Pod maglom podrazumijevaju se u zraku suspendirane kapljice vode ili kristalići leda, koji smanjuju vidljivost na manje od 1 kilometar. Ako je vidljivost između 1 i 2 kilometra, govori se o sumaglici. Sumaglicu valja razlikovati od suhe mutnoće nastale raspršivanjem svjetla na krutim česticama koje lebde u atmosferi. Ta pojava suhe mutnoće ne zavisi od stupnja vlažnosti zraka, a pojavljuje se prije svega iznad industrijskih i gradskih područja, te u zračnim masama koje dolaze iz tropskih pustinjskih predjela.
Magla nastaje jednim od 3 procesa: isparavanjem, miješanjem zračnih masa i ohlađivanjem zračnih slojeva. Magla isparivanja nastaje isparivanjem toplih vodenih masa (rijeka, jezera, mora) u relativno hladniji zrak koji struji s hladnijeg kopna prema površini vode. Miješanjem zračnih masa različitih svojstava mogu također nastati magle, no najjače su takozvane radijacijske magle. One nastaju turbulentnim miješanjem kad se površina tla i priležeći sloj zraka hlade. Osobito povoljni uvjeti za nastanak radijacijske magle jesu vedro nebo ili prisutnost samo visokih oblaka, slabi vjetrovi ili tišina, te početna visoka relativna vlaga uz tlo. Radijacijske magle osobito često nastaju u dolinama i udubljenjima terena. U povoljnim prilikama može se magla stvoriti u toku noći i zadržati se i u ranim prijepodnevnim satima. Sloj te magle nije osobito debeo i samo rijetko je deblji od nekoliko stotina metara. Radijacijske magle nastaju pri inače posve lijepom anticiklonalnom vremenu, prije svega u hladnije doba godine.
Advektivne magle nastaju uz umjerene vjetrove (brzina od 2 do 5 m/s) kad vlažan zrak struji iznad relativno hladnije podloge. Magle tog tipa najčešće su u hladno doba godine, imaju najveće debljine (obično od 300 do 500 m, katkada i do 1 km) i duže traju (nekoliko dana, pa i tjedana). 
U polarnim krajevima, a katkada i u umjerenim zemljopisnim širinama, pojavljuje se ledena magla koja sadrži ledene kristaliće. Gustoća ledene magle je općenito mnogo manja nego gustoća vodenih magla.
Budući da je osnovni uzrok stvaranja magle ohlađivanje zraka, postoji zbog dnevnog hoda temperature redovito i izraženi dnevni hod pojave magle s maksimumom u ranim jutarnjim satima i minimumom u poslijepodnevnim satima.

## Umjetna magla
Umjetna magla koloidna je disperzija sitnih kapljica u zraku proizvedena radi prikrivanja vojnih položaja, trupa, brodova, strateški važnih građevina te njihove zaštite od neprijateljskog izviđanja i napada, ili radi otežavanja pokreta neprijateljskih trupa smanjenjem vidljivosti. U istu se svrhu upotrebljava i umjetni dim, to jest koloidna disperzija čvrstih čestica u zraku. Umjetna magla i dim odavna su se upotrebljavali u ratovanju (takozvana dimna zavjesa); za Prvog svjetskog rata njihova uporaba bila je vrlo razvijena, pa je napredovala i tehnika zamagljivanja; u Drugom svjetskom ratu primjena umjetne magle imala je važnu ulogu u mnogim operacijama (desanti u sjevernoj Africi, na Siciliji, u Normandiji i na japanskim otocima). Umjetna magla i dim proizvode se raspršivanjem kapljevine, izazivanjem kondenzacije u zraku ili pak reakcijama kojima iz plinovitih tvari nastaju kapljevite ili čvrste tvari u obliku sitnih kapljica ili čestica. Tako na primjer magla, odnosno dim nastaju ulijevanjem klorsulfonske ili dimeće sumporne kiseline u živo vapno, izgaranjem fosfora, stvaranjem salmijaka od amonijaka i klorovodika, reakcijom silicijeva tetraklorida, raspršenog u zraku, s vlagom, izgaranjem nafte ili njezinim raspršivanjem pregrijanom parom. Bijeli dim, proizveden raspršivanjem titanijeva klorida (koji reakcijom s vlagom iz zraka stvara čvrsti titanijev dioksid i klorovodik), upotrebljava se za "pisanje po nebu" u reklamne svrhe.